# Etióp–szomáli határháború
Az etióp-szomáli határháború az Afrika szarván kirobbant háborús konfliktusok egyike, mely 1982-ben zajlott Etiópia és Szomália között. Ezzel egybeesik a szomáliföldi háború kirobanása is. A háború során szomáli felkelők etióp támogatással elfoglalták Szomália középső részét, bevettek több várost. A harcok hatására az USA katonai segítségben részesítette Szomáliát, ami csakhamar az összeütközés végéhez vezetett.

## Előzmények
Szomália és Etiópia 1977-78 között háborút vívott egymással az Etiópiához tartozó, de főleg szomáli törzsek által lakott Ogaden tartomány birtoklásáért. Ez a háború etióp győzelemmel ért véget, de a tartomány területén továbbra is működött a szomáli felkelők hadserege.
Miután 1982 júniusában a szomáli hadsereg egységei beszivárogtak Ogadenbe és csatlakoztak a felkelő Nyugat-szomáli Felszabadító Front egységeihez (mely utóbb elérte Szomáliföld de facto függetlenségét), Shilabo környékén megtámadtak egy etióp katonai egységet. Ezt követően Etiópia Szomália területén megtorló támadásokba kezdett.

## A háború menete
A határ mentén egyre több összecsapásra került sor, melyeket egy felkelő szomáli szervezet, a Szomáli Üdvösség Felszabadító Front (szomáli: Jabhadda Diimuqraadiga Badbaadinta Soomaaliyeed) vállalt magára, ugyanis Etiópia kezdetben tagadta a harcokban való részvételt. A felkelők és az etiópok augusztusra elfoglaltak két fontos határmenti várost, Balmumbale-t és Galdogobot. Az ország közepén történő előrenyomulás Szomáliát két részre szakadással fenyegette, Siad Barre elnök a nyugati hatalmakhoz fordult segítségért.

## Külföldi segítség és a háború vége
Miután nyilvánvalóvá vált, hogy a felkelőket Etiópia légi támogatással és páncélozott járművekkel segíti, az Amerikai Egyesült Államok és Olaszország katonai felszerelést (kézifegyvereket, radart, légvédelmi fegyverrendszereket) szállított Szomáliának (pl. az Indiai-óceánban fekvő Diego Garcia katonai támaszpontról). Miután a segítség megérkezett, az etióp támadások megszűntek. A két elfoglalt városból az etiópok nem vonultak ki, azokat Etiópia részének, elfoglalásukat felszabadításnak nyilvánították. Ez a szomáli felkelőkkel is feszültséget szült, ami megosztotta a Szomáli Üdvösség Felszabadító Front irányítóit. A hatalomért folyó harcban a szervezet vezetősége gyakorlatilag felbomlott. Decemberre csak jelentéktelen területek maradtak a felkelők kezén.

## Fordítás
Ez a szócikk részben vagy egészben  a(z)   1982 Ethiopian–Somali Border War című angol Wikipédia-szócikk ezen változatának fordításán alapul.  Az eredeti cikk szerkesztőit annak laptörténete sorolja fel. Ez a jelzés csupán a megfogalmazás eredetét és a szerzői jogokat jelzi, nem szolgál a cikkben szereplő információk forrásmegjelöléseként.